# Ilse Franke-Oehl

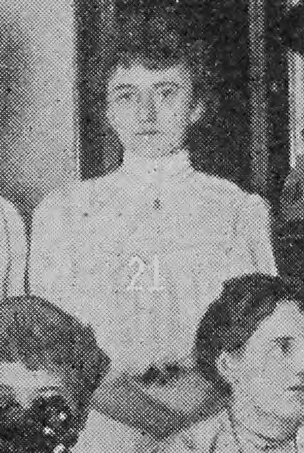
Ilse Franke (1906)

Ilse Franke-Oehl, auch Ilse Franke (* 29. Juni 1881 in Göttingen; † 6. Februar 1938 in Freiburg im Üechtland), war eine deutsch-österreichische Schriftstellerin, die zuletzt in der Schweiz lebte.

## Leben
Ilse Franke-Oehl war die Tochter des Geheimrats Johannes Franke, später Direktor der Universitätsbibliothek der Humboldt-Universität zu Berlin, und dessen erster Ehefrau, der Romanschriftstellerin Gertrud Franke-Schievelbein, die unter anderem mit Clara Viebig und Marie von Ebner-Eschenbach befreundet war. Ihr Grossvater war der Bildhauer Hermann Schievelbein. Sie verbrachte einen Grossteil ihrer Jugend in Göttingen sowie in Wiesbaden. In ihrem Elternhaus in Berlin verkehrten unter anderem die Schriftstellerinnen Clara Viebig, Martha Große sowie Lulu von Strauß und Thorney.
Bis 1909 lebte sie in Berlin-Charlottenburg und siedelte danach nach Freiburg im Üechtland um. Im März 1912 heiratete sie den Germanisten Wilhelm Oehl (1881–1950), der an der Universität Freiburg im Üechtland lehrte. Gemeinsam hatten sie vier Kinder; durch die Heirat erhielt sie die österreichische Staatsbürgerschaft. Ihre Urlaube verbrachte sie häufig auf der Riederalp in einem Hotel, das von Catherine Bürcher-Cathrein (1875–1962) geführt wurde. 1928 konvertierte sie zum katholischen Glauben.
Ilse Franke-Oehl verstarb in der Privatklinik von Gustave Clément (1868–1940) in Freiburg im Üechtland.

## Werk
Ilse Franke-Oehl beschäftigte sich bereits seit frühester Jugend mit dem Verfassen von lyrischen Werken. An der Universität Berlin hörte sie Vorlesungen über Philosophie, Literatur und Ästhetik, unter anderem bei dem Germanisten Richard M. Meyer; ausserdem besuchte sie die Humboldt-Akademie.
Bereits im Alter von sechzehn Jahren schrieb sie die Novelle Leben für das Wiesbadener Tagblatt und veröffentlichte nach ihrer Hochzeit weiter unter ihrem Mädchennamen.
Sie war Mitarbeiterin bei zahlreichen Schweizer Revuen und Zeitungen und veröffentlichte ihre Schriften unter anderem in der Frauenzeitschrift Die katholische Schweizerin, im illustrierten katholischen Familienblatt Alte und Neue Welt, Gedichte und Aphorismen im Briger Anzeiger, in Der Bund, im Oberländer Tagblatt, in den Neuen Zürcher Nachrichten, im Nidwaldner Volksblatt, in den Freiburger Nachrichten, im Boten vom Untersee und Rhein, in der Oberwalliser Zeitung, in der Engadiner Post, in Am häuslichen Herd, in der SBB-Revue, in der Berner Woche in Wort und Bild und in Menschenrecht – Blätter zur Aufklärung gegen Ächtung und Vorurteil. Sie schrieb auch für verschiedene Kalenderausgaben, unter anderem den Bethlehem-Kalender und den Schweizer Heim-Kalender.

## Mitgliedschaften
Gemeinsam mit ihrem Ehemann gehörte Ilse Franke-Oehl, seit der Gründung 1905, der katholischen Schriftstellervereinigung Gralbund und dem Club Hrotsvit an.

## Schriften (Auswahl)
- Leben. 1897.
- Iris – Gedichte. 1905.
- Lebenskunst – 800 Aphorismen. 1908.
- Von beiden Ufern – Gedichte. 1911.
- Deutsche Treue: Kriegslieder einer deutschen Frau. Leipzig 1914 (Digitalisat).
- Das heilige Geheimnis. Ein Buch vom Ehesommer. Berlin 1915.
- Das graue Lied. 1916.
- Heimat. 1916.
- Die wahrhaftige Pepi. 1918.
- Von beiden Ufern – neue Gedichte. 1922.
- Das goldene Schwert. 1922.
- Mutterseele. In: Oberländer Tagblatt vom 27. Dezember 1924. S. 4 (Digitalisat).
- Christus und die Mutter – Geistliche Gedichte und Legenden. Innsbruck 1924.
- Der kleine Goliath. Freiburg 1925.
- Am Märchenquell. 1926.
- Schwester Armuts Königreich. Elberfeld 1926.
- Das Höchste Gebot. 1927.
- Die Weisheit der Kinderstube – Anekdoten. 1928.
- Mama. In: Neue Zürcher Nachrichten vom 27. April 1928. S. 2 (Digitalisat).
- Die Gletscherspalte. In: Oberländer Tagblatt vom 23. August 1928. S. 133 (Digitalisat).
- Im Atem der Berge. In Oberländer Tagblatt vom 16. Mai 1929. S. 77–78 (Digitalisat).
- Das Geheimnis des Samiklaus (Folge 1). In: Freiburger Nachrichten vom 16. Juli 1929. S. 1 (Digitalisat); Folge 2 (Digitalisat); Folge 3 (Digitalisat); Folge 4 (Digitalisat); Folge 5 (Digitalisat); Folge 6 (Digitalisat); Folge 7 (Digitalisat); Folge 8 (Digitalisat); Folge 9 (Digitalisat); Folge 10 (Digitalisat), Folge 11 (Digitalisat); Folge 12 (Digitalisat); Folge 13 (Digitalisat); Folge 14 (Digitalisat); Folge 15 (Digitalisat); Folge 16 (Digitalisat); Folge 17 (Digitalisat); Folge 18 (Digitalisat); Folge 19 (Digitalisat); Folge 20 (Digitalisat); Folge 21 (Digitalisat); Folge 22 (Digitalisat); Folge 23 (Digitalisat); Folge 24 (Digitalisat); Folge 25 (Digitalisat); Folge 26 (Digitalisat); Folge 27 (Digitalisat); Folge 28 (Digitalisat); Folge 29 (Digitalisat); Folge 30 (Digitalisat); Folge 31 und Schluss (Digitalisat).
- Macht der Liebe. 1929.
- Lachen und Weinen. In: Neue Zürcher Nachrichten vom 17. Januar 1930. S. 1–2 (Digitalisat).
- Von der Demut. In: Engadiner Post vom 12. November 1932. Beilage, S. 1 (Digitalisat).
- Das Herrgottsjähr – Gedanken des Vertrauens und der Gottesliebe für alle Tage. Freiburg 1933.
- Schöpferische Ordnung. In: Der Bund vom 12. Dezember 1937. S. 5 (Digitalisat).
- Das gläserne Schwert. 1922.